# Drakulić Rijeka
Drakulić Rijeka – wieś w Chorwacji, w żupanii licko-seńskiej, w gminie Plitvička Jezera. W 2011 roku liczyła 9 mieszkańców.